# Třída Viesturs (1926)
Třída Viesturs byla třída minolovek a minonosek lotyšského námořnictva. Celkem byly postaveny dvě jednotky této třídy. Po okupaci země Sovětským svazem roku 1940 byly zařazeny do sovětského námořnictva. Jedna byla potopena za druhé světové války a druhá roku 1950 vyřazena.

## Stavba
Celkem byly postaveny dvě jednotky této třídy. První postavila francouzská loděnice Ateliers et Chantiers de la Loire v Nantes a druhou loděnice Ateliers de Chantiers Augustin-Normand v Le Havre. Do služby byly přijaty roku 1926.
Jednotky třídy Viesturs:
| Jméno    | Založení kýlu | Spuštěna        | Vstup do služby | Status                                      |
| -------- | ------------- | --------------- | --------------- | ------------------------------------------- |
| Viesturs | 1926          | 27. května 1926 | 1926            | Ukořistěna SSSR, potopena 1. července 1941. |
| Imanta   | 1926          | 11. srpna 1926  | 1926            | Ukořistěna SSSR, vyřazena 1950.             |

## Konstrukce
Plavidla byla vyzbrojena jedním 75mm kanónem. Mohla nést až 30 min. Pohonný systém tvořily dva kotle Normand a parní stroj o výkonu 750 hp. Nejvyšší rychlost dosahovala 14 uzlů. Dosah byl 1100 námořních mil při rychlosti 11 uzlů.

## Služba
Lotyšské námořnictvo plavidla provozovalo v letech 1926–1940. Námořnictvo zaniklo po sovětské okupaci pobaltských států roku 1940 a obě minolovky byly pod stejnými jmény začleněny do sovětského námořnictva. Následně byly nasazeny ve druhé světové válce. Viesturs byla potopena 1. července 1941. Imanta válku přečkala a byla roku 1950 vyřazena.